# گرامر درخت منظم
در علم کامپیوتر نظری و تئوری زبان رسمی، یک گِرامر درخت منظم،
گرامر صوری است که مجموعه‌ای از درختان جهت دار یا جملات ( terms ) را توصیف می‌کند.
گرامر کلمه منظم می‌تواند به عنوان یک نوع خاص از گرامر درخت منظم که مجموعه‌ای از درختان تک مسیر را توصیف می‌کند بیان شود.

## تعریف
گرامر درخت منظم توسط چندتایی
(G = (N, Σ, Z, P
که در آن
- N مجموعه‌ای از غیرپایانه‌ها
- Σ الفبای رتبه‌ای مجزا شده از N
- Z یک غیرپایانه شروع است به طوریکه Z ∈ N و
- P مجموعه‌ای از انتقالات به فرم A → t که A ∈ N و (t ∈ TΣ(N به صورتی که

(TΣ(N جبر واژه همراه است، یعنی مجموعه‌ای از تمام درختان تشکیل شده از نمادها در Σ ∪ N با توجه به arities خود که در آن غیر پایانه‌ها nullary در نظر گرفته می‌شود.

## اشتقاق از درختان
دستور زبان G به‌طور ضمنی مجموعه‌ای از درختان تعرف می‌شود : هر درختی که می‌تواند از Z با استفاده از مجموعهٔ قوانین P مشتق شود ، گفته می‌شود که توسط G توصیف شده‌است .
این مجموعه از درختان به عنوان زبان G شناخته می‌شوند . به‌طور رسمی تر ، رابطهٔ  ⇒G  روی مجموعهٔ (TΣ(N  به صورت زیر تعرف می‌شود :
درخت   (t1∈ TΣ(N   می‌تواند در یک مرحله اشتقاق شود به درخت   (t1∈ TΣ(N   اگر وجود داشته باشد :  متن S و انتقال   A→t) ∈ P)   به طوری که
- [t1 = S[A و
- [t2 = S[t.

در اینجا یک بافت ( متن ) به معنی یک درخت با دقیقاً یک حفره در آن است و  [S[t  نشان دهندهٔ نتیجهٔ پر کردن درخت T با حفره‌ای از S است .
زبان درخت تولید شده توسط T زبان   { L(G) = { t ∈ TΣ | Z ⇒G* t   است.
در اینجا  TΣ  نشان دهندهٔ مجموعه‌ای از تمام درختان تشکیل شده از نمادهای Σ  ,  درحالیکه   ⇒G*   نشان دهندهٔ عملیات  پی در پی از  ⇒G  است.

## مثال‌ها

Example derivation tree from G_{1} in linear (upper left table) and graphical (main picture) notation

فرض کنید  G1 = (N1,Σ1)  , Z1  , P1   که در آن
- {N1 = {Bool, BList مجموعه‌ای از غیرپایانه‌های ماست.
- {N1 = {Bool, BList الفبای رتبه بندی شدهٔ ماست که arities توسط استدلال‌های ساختگی نشان داده شده (یعنی منفی نماد arity 2 است)
- Z1 = BList غیرپایانه آغازین است و
- مجموعهٔ P1 شامل موارد زیر می‌شود:
- Bool → false
- Bool → true
- BList → nil
- (BList → cons(Bool,BList

مثالی از اشتقاق گرامر G1  :
BList
⇒ cons(Bool,BList)
⇒ cons(false,cons(Bool,BList))
⇒ cons(false,cons(true,nil))
تصویر نشان می‌دهد که درخت اشتقاق مربوطه ، آن درخت از درختان (تصویر اصلی) است ، در حالیکه یک درخت اشتقاق در گرامر کلمه یک درخت از رشته (جدول بالا سمت چپ) است .
زبان درخت تولید شده توسط  G1  مجموعه‌ای از تمام لیست‌های متناهی از مقادیر بولی است ، که  (L(G1  برابر با  TΣ1 شده‌است.
گرامر  G1  مرتبط است با اظهارات نوع داده جبری .
```
  
datatype
 
Bool

    
=
 
false

    
|
 
true

  
datatype
 
BList

    
=
 
nil

    
|
 
cons
 
of
 
Bool
 
*
 
BList

```

در زبان برنامه نویسی استاندارد ML : هر عضو از  (L(G1  مرتبط است با مقدار استاندارد ML از نوع دادهٔ  BList .
به عنوان مثال دیگر ، فرض کنید  (G2 = (N1,Σ1, BList1 , P1 ∪ P2
با استفاده از مجموعه‌ای از غیر پایانی‌ها و الفبای بالا ، گسترش تولیدات P2 , متشکل از تولیدات زیر است :
- (BList1 → cons(true,BList
- (BList1 → cons(false,BList1

زبان  (L(G2  مجموعه‌ای از تمام لیست‌های متناهی از مقادیر بولی است که حداقل یکبار شامل مقدار «درست» ( true ) می‌باشند .
مجموعهٔ (L(G2 هیچ همتای نوع داده‌ای نه در استاندارد ML و نه در هیج زبان تابعی دیگر ندارد . این یک زیرمجموعه مناسب از
(L(G1 است . ترم مثال بالا نیز در  (L(G2 است ، همانطور که اشتقاقزیر نشان می‌دهد :
BList1
⇒ cons(false,BList1)
⇒ cons(false,cons(true,BList))
⇒ cons(false,cons(true,nil)).

## ویژگی‌های زبان
اگر  L1  و L2  هر دو زبان درخت منظم باشند ، مجموعهٔ درخت L1 ∩ L2 و L1 ∪ L2 و L1 \ L2  نیز درخت زبان منظم هستند ؛  و می‌توان نتیجه گرفت که آیا L1 ⊆ L2 یا L1 = L2 هست یا نه .

## مشخصات جایگزین و ارتباط با دیگر زبان‌های رسمی
Rajeev Alur و Parthasarathy Madhusudan  یک زیرکلاس از زبان درخت دودویی منظم را به کلمات تو در تو و زبان‌های پشته‌ای مشخصه ارتباط دادند .
زبان‌های درخت منظم همچنین شامل زبان‌های به رسمیت شناخته شدهٔ درخت‌های پایین به بالا و درخت‌های غیرقطعی بالا به پایین هستند .
گرامرهای درخت منظم کلیتی از گرامرهای کلمه منظم هستند .